# زرشک کانادایی
زرشک کانادایی (نام علمی: Berberis canadensis) نام یک گونه از سرده زرشک است.